# Campanello (liturgia)

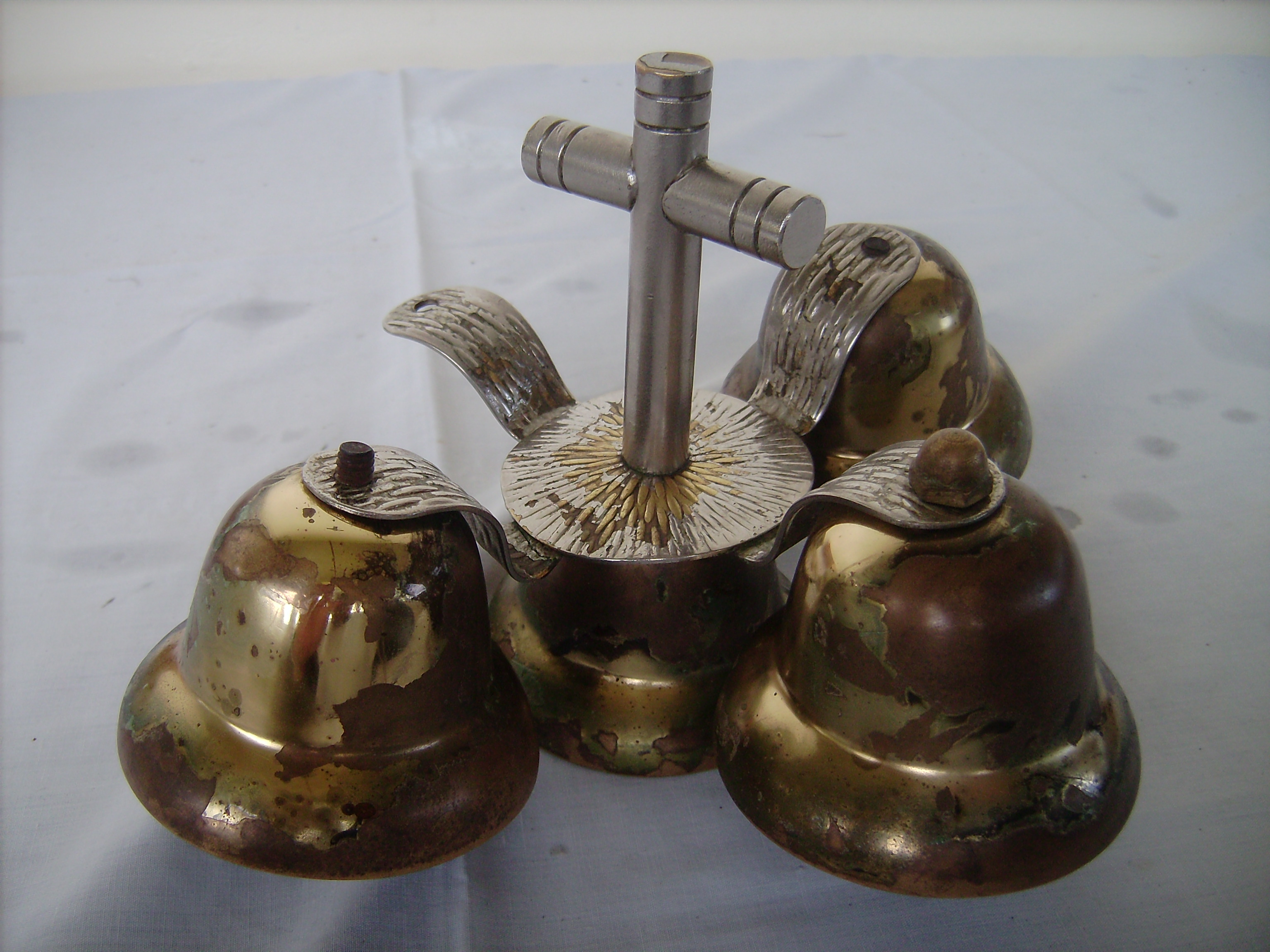
Campanello con impugnatura a forma di croce

Il campanello è uno strumento liturgico atto a segnalare ai fedeli particolari momenti di importanza della celebrazione eucaristica.

## Uso nel Rito Romano

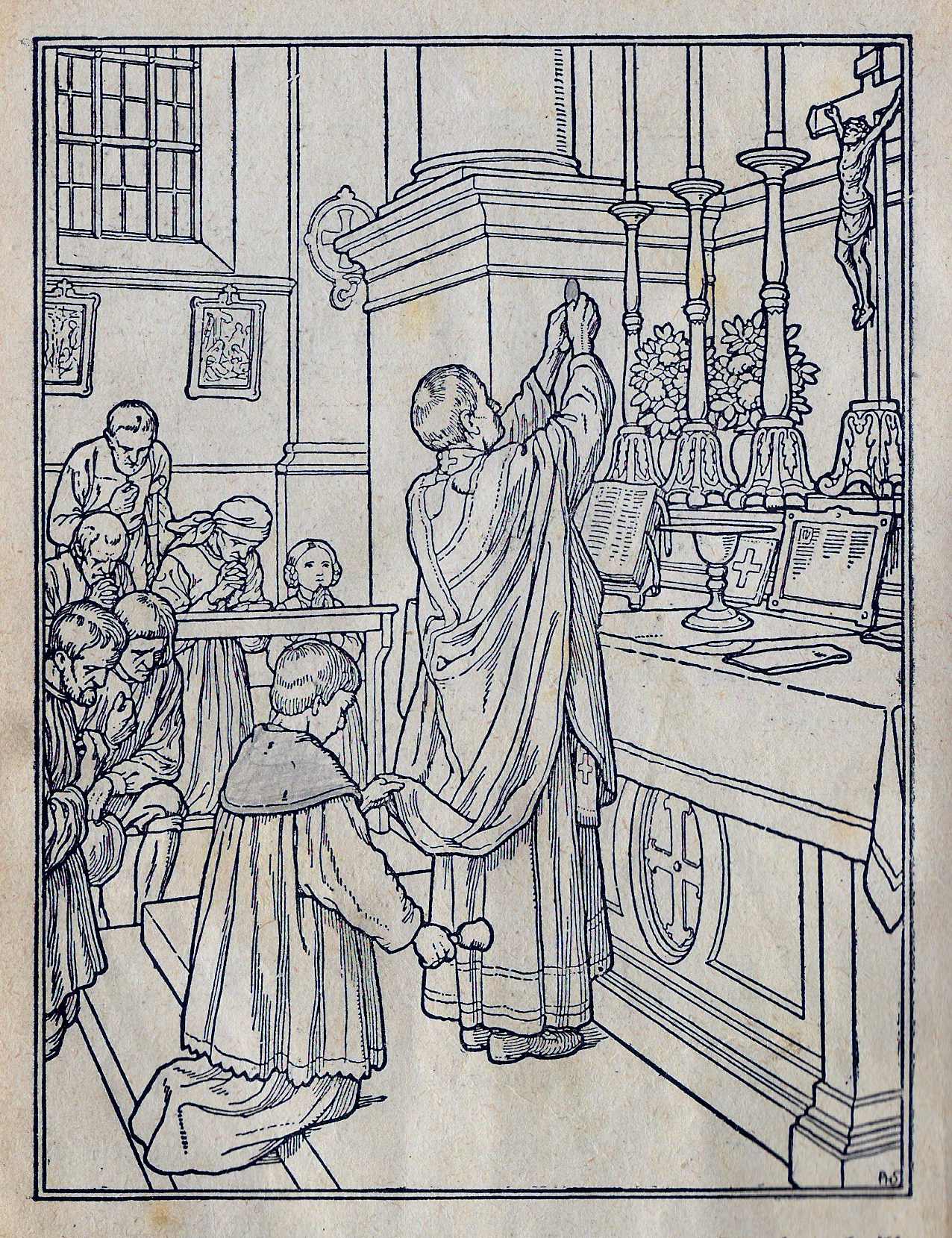
Campanello suonato all'elevazione.

Nella Messa Tridentina, come essa è stata ordinata da Pio V nel 1570, l'uso del campanello è prescritto in due occasioni:
- Nella messa bassa (ma non nella messa solenne), mentre il sacerdote dice il Sanctus[1]
- All'elevazione sia dell'ostia che del calice subito dopo la consacrazione (o con tre tocchi o continuamente)[2]

Nella revisione del Messale Romano fatta da Giovanni XXIII nel 1962 sono state aggiunte altre due occasioni:
- Poco prima della Consacrazione (generalmente all'Hanc igitur) il chierichetto suoni il campanello come avviso ai fedeli[3]
- Se nella messa alcuni fedeli stanno per ricevere la Comunione, il chierichetto li avvisi poco prima con un tocco del campanello[4]

Nella revisione fatta da Paolo VI dopo il Concilio Vaticano II, non è più prescritto l'uso del campanello né al Sanctus né come avviso per eventuali comunicandi nella messa. Sono conservate le indicazioni riguardanti l'avviso poco prima della Consacrazione e mentre il sacerdote celebrante, dopo la Consacrazione, mostra l'ostia e il calice ai fedeli (benché, anche in questi momenti, suonare il campanello non sia obbligatorio).
Il Messale Romano (tutte le edizioni) prescrive inoltre il suono delle campane al canto del Gloria della Messa nella Cena del Signore del Giovedì santo e della Veglia Pasquale della notte di Sabato Santo
Prima della riforma liturgica di Pio XII nel 1955 venivano suonate anche al Gloria della Vigilia di Pentecoste.

## Il crotalo
Durante i funerali e nell'intervallo fra il Gloria della Messa in Cena Domini e quello della Veglia Pasquale era tradizione di sostituire il campanello con il crotalo o crepitacolo.